# Acanthognathus
Acanthognathus este un gen de furnici care se găsesc în America de Sud și America Centrală tropicale. Există 7 specii vii și 1 specie dispărută, Acanthognathus poinari,cunoscută numai din înregistrările fosile.

## Descriere
Ele sunt de culoare roșiatică și au fălci lungi de capcană care pot fi comparate cu cele ale Odontomachus. Aceste furnici prădătoare trăiesc în mici colonii care constau de obicei din mai puțin de 30 de adulți.

## Taxonomie
Genul a fost înființat de  Mayr (1887) pentru a adăposti specia A. ocellatus, descrisă după un singur lucrător găsit în Brazilia.
În mod eronat, numele Acanthognathus a fost reutilizat de ihtiologul german G. Duncker în 1912 pentru un gen de pește singnatid, dar acest lucru nu este valid, deoarece este un omonim junior. Acestea sunt acum plasate fie în Dunckerocampus sau Doryrhamphus, deoarece primul este uneori considerat un subgen al acestuia din urmă. Pentru a confunda și mai mult, un gen de păianjeni nemesiid, Acanthogonatus, este frecvent scris greșit Acanthognathus.

## Lista speciilor
| Denumire științifică       | Autoritate                       | Imagine |
| -------------------------- | -------------------------------- | ------- |
| Acanthognathus brevicornis | M. R. Smith, 1944                |         |
| Acanthognathus laevigatus  | Galvis & Fernández, 2009         |         |
| Acanthognathus lentus      | Mann, 1922                       |         |
| Acanthognathus ocellatus   | Mayr, 1887                       |         |
| †Acanthognathus poinari    | Baroni Urbani & De Andrade, 1994 |         |
| Acanthognathus rudis       | Brown & Kempf, 1969              |         |
| Acanthognathus stipulosus  | Brown & Kempf, 1969              |         |
| Acanthognathus teledectus  | Brown & Kempf, 1969              |         |